# I Spit on Your Grave 2
I Spit on Your Grave 2 (titulada Escupiré sobre tu tumba 2 en España y Dulce venganza 2 en Hispanoamérica) es una película estadounidense de violación y venganza dirigida por Steven R. Monroe cuya predecesora, I Spit on Your Grave, se basaba en la película homónima dirigida por Meir Zarchi en 1978. La película tuvo un lanzamiento limitado en los cines y fue recibida negativamente por los críticos.

## Argumento
Katie Carter es una joven y bella aspirante a modelo de Misuri de veinte años de edad que trabaja como camarera en un restaurante de la ciudad de Nueva York. Desesperada por actualizar su portafolio de modelado, ella contesta un anuncio que ofrece una sesión fotográfica gratuita. Entonces, conoce a tres hermanos búlgaros, el fotógrafo Ivan y sus asistentes Nikolai, conocido como «Nicky» y Georgy, quien se obsesiona de manera enfermiza con Katie. Ella sale de la sesión de fotos después de estar en desacuerdo con Ivan acerca de una pose en topless. Georgy más tarde llega al apartamento de Katie y se disculpa por el incidente. Katie, asustada y desconcertada al verlo ahí, acepta su disculpa con tal de que se vaya y éste le da una memoria USB que contiene sus fotografías. Antes de irse, Georgy afirma que puede conservar sus imágenes, cargarlas o utilizarlas como ella elija.
Más tarde, esa noche, Katie se despierta y encuentra a Georgy grabándola, a quien le dispara con una pistola de electrochoque. Intenta escaparse pero Georgy la ata, la amordaza y la viola. Jayson, vecino y amigo de Katie, escucha todo y llega rápidamente e intenta detener la violación, pero Georgy lo apuñala y lo mata. Georgy se asusta y llama a sus dos hermanos. Nikolai e Ivan llegan más tarde y limpian todas las pruebas del delito. Después Ivan obliga a Katie a tomar ketamina, dejándola inconsciente.
Katie despierta y se encuentra desnuda y esposada a una tubería en un viejo sótano. Los hermanos implacablemente la violan y torturan. Katie logra dominar a Georgy y escapa, pero descubre que está ahora en una ciudad desconocida. Cuando acude a la policía búlgara, es puesta en custodia por el detective Kiril, quien le informa que ha sido secuestrada en Bulgaria. Después de una entrevista, el detective Kiril la entrega a Ana, quien dice ser de un centro de crisis por violación, pero es realmente la madre de Nikolai y de Georgy. Katie es devuelta al sótano, esposada y desnudada nuevamente y Valko, un amigo del padre de la familia, electrocuta sus genitales y luego la viola y golpea brutalmente. Ivan luego la golpea también.
Entonces Katie es puesta en una caja con su collar de crucifijo y la pistola de electrochoque de Valko y enterrada viva, ante lo cual sus opresores piensan que morirá y se deshicieron de ella. Sin embargo y sin que estos se den cuenta, el suelo debajo del ataúd improvisado se rompe y ella cae en el sistema de alcantarillado. Desnuda, ensangrentada, adolorida y hambrienta, Katie camina desorientada por el subterráneo hasta que finalmente encuentra una ropa vieja y sucia y logra llegar a una iglesia cercana. Pronto es encontrada por el sacerdote, el padre Dimov, que la reconoce como una superviviente de una violación. Este último en un acto de bondad, le ofrece agua y comida, ropa limpia y una Biblia y le ayuda a curar sus heridas. Katie, entonces recuperada, va hacia la embajada de Estados Unidos, pero se va antes de entrar. De vuelta en la iglesia, Dimov le ofrece apoyo nuevamente. Como Katie regresa a las alcantarillas, ella deja su Biblia abierta para que Dimov pueda leerla. Después de leer el pasaje «la venganza es mía», Dimov se da cuenta de que Katie busca venganza contra sus violadores.
Katie roba primero el dinero de la casa de Ana y compra ropa, armas y suministros. Ella atrae a Georgy a las alcantarillas, lo golpea con una barra de metal en la cabeza con lo cual lo deja inconsciente y lo cuelga de los brazos en la pared. Ella lo tortura con una gran navaja y embarra materia fecal en sus heridas para causarle una infección, entonces lo deja en una muerte lenta y dolorosa. Mientras tanto, Dimov ha contactado a Kiril, quien se da cuenta de que Katie está todavía en problemas. Ambos hombres se dirigen para intentar detener a Katie de seguir cometiendo crímenes en contra de sus violadores, y persuadirla de que tendrá justicia legal. En una discoteca, Katie coloca éxtasis en la bebida de Nikolai. Él corre al cuarto de baño donde ella lo ahoga en un excusado. Al día siguiente, Valko ve a Katie durante un servicio religioso y asustado la persigue hasta el sótano, donde Katie lo golpea con una piedra en la cabeza, dejándolo inconsciente. Cuando despierta, está atado a una estructura de cama de metal. Katie lo tortura electrocutando sus genitales, pone un limpia cañerías a motor de plomero en su boca, activa el motor y el extremo con puntas serpentea hacia abajo introduciéndose por la garganta. Luego conecta cables eléctricos a la cama, los activa y lo electrocuta con lo cual este muere en el acto.
Luego Ana descubre que su casa ha sido asaltada. Más tarde, Katie logra atraer a Ana hacia las alcantarillas, la golpea salvajemente y la ata en una caja y la obliga a mirar morir a Georgy. Ivan se da cuenta de que Katie ha escapado; ella logra capturarlo, lo ata a una mesa y lo tortura aplastando sus testículos antes de matarlo. Kiril oye los gritos de Ivan y Ana, y los sigue hacia las alcantarillas. Durante la tortura, Ivan revela que Ana es su madrastra, que ella misma fue violada por su futuro marido, el padre de Ivan. Nikolai y Georgy fueron producto de dichas violaciones. Katie entiende la naturaleza sádica de Ana y comienza a torturar a Ana e Ivan, pero en ese momento Kiril llega y apunta con su arma a Katie. Ivan la agarra y comienza a estrangular a Katie, pero Kiril le dispara a Ivan en la cabeza, permitiendo que Katie se escape. Ana, la única superviviente es arrestada por Kiril por su participación en los crímenes de su familia. Katie llega a la embajada de Estados Unidos.

## Reparto
- Jemma Dallender como Katie Carter
- Yavor Baharov como Georgy
- Joe Absolom como Ivan
- Aleksandar Aleksiev como Nikolai
- Mary Stockley como Ana
- Valentine Pelka como el padre Dimov
- Georgi Zlaterev como el detective Kiril
- Peter Silverleaf como Valko
- Michael Dixon como Jayson
- Kacey Barnfield como Sharon
- Dimo Alexiev como cliente del bar
- Ivan Ivanov como Peyton
- Krasimir Ortakchiev como un policía

## Producción
Gran parte de la película fue filmada en Sofía, la capital de Bulgaria.